# گریر گارسون
آیلین اولین گریر گارسون (به انگلیسی: Eileen Evelyn Greer Garson) (زاده ۲۹ سپتامبر ۱۹۰۴ – درگذشته ۶ آوریل ۱۹۹۶) هنرپیشه، خواننده و بشردوست انگلیسی-آمریکایی بود

## زندگی‌نامه
گریر گارسون در ۲۹ سپتامبر ۱۹۰۴ در مانور پارک، اسکس، در انگلستان زاده شد. وی در سال ۱۹۵۱ شهروند ایالات متحده آمریکا شد.
گارسون در انتخابات ریاست‌جمهوری ایالات متحده آمریکا سال ۱۹۵۶ پشتیبان نامزد حزب جمهوری‌خواه، دوایت آیزنهاور بود.
گارسون در ۶ آوریل ۱۹۹۶ بر اثر بیماری نارسایی قلبی در سن ۹۱ سالگی در بیمارستان پرسبیتری شهر دالاس، تگزاس، در ایالات متحده درگذشت و در گورستان مموریال پارک اسپارکمن-هیلکرست به خاک سپرده شد.

## زندگی شخصی
وی سه بار ازدواج نمود
- ادوارد سنلسان (ازدواج ۱۹۳۳–۱۹۴۴)
- ریچارد نی (ازدواج ۱۹۴۳–۱۹۴۷)
- بادی فاگلسان (ازدواج ۱۹۴۹–۱۹۸۷) بیوه

## گزیده فیلم‌شناسی
از فیلم‌ها یا برنامه‌های تلویزیونی که وی در آن نقش داشته‌است می‌توان به آثار زیر اشاره کرد.
- خداحافظ، آقای چیپس (۱۹۳۹)
- غرور و تعصب (۱۹۴۰)
- شکوفه در غبار (۱۹۴۱)
- برداشت محصول تصادفی (۱۹۴۲)
- خانم مینی‌ور (۱۹۴۲)
- برداشت محصول تصادفی (فیلم) (۱۹۴۲)
- مادام کوری (۱۹۴۳)
- خانم پارکینگتون (۱۹۴۴)
- دره تصمیم (۱۹۴۵)
- ماجرا (۱۹۴۵)
- کارهای ناشایست جولیا (۱۹۴۸)
- ژولیوس سزار (۱۹۵۳)
- طلوع در کمپوبلو (۱۹۶۰)
- زنان کوچک (۱۹۷۸)

## جوایز
- جایزه اسکار بهترین بازیگر نقش اول زن (۱۹۴۲)
- جایزه گلدن گلوب بهترین بازیگر زن فیلم درام هجدهمین دوره (۱۹۶۰)

## افتخارات
گارسون  مدرک دکترای افتخاری هنر را از دانشگاه متدیست جنوبی دریافت کرد. 